# خفاش بال‌خمیده غربی
خفاش بال‌خمیده غربی (نام علمی: Miniopterus magnater) نام یک گونه از سرده خفاش‌های بال‌خمیده است.